# Lepidasthenia rufa
Lepidasthenia rufa är en ringmaskart som beskrevs av Treadwell 1928. Lepidasthenia rufa ingår i släktet Lepidasthenia och familjen Polynoidae. Inga underarter finns listade i Catalogue of Life.